# Силаев, Иван Васильевич
Иван Васильевич Силаев (5 января 1914 — 7 января 1960) — советский военный деятель, контр-адмирал, участник Великой Отечественной войны.

## Биография
Иван Васильевич Силаев родился 5 января 1914 года в городе Москве. В 1930 году окончил второй курс химического техникума, после чего поступил на службу в Военно-морской флот СССР. В 1933 году окончил Севастопольское училище береговой обороны Морских сил Рабоче-Крестьянской Красной Армии, в 1939 году — командный факультет Военно-морской академии. Служил на командных и штабных должностях в различных частях береговой обороны Амурской военной флотилии. С июня 1939 года служил в Главном морском штабе. В июле 1940 года назначен старшим командиром по оперативной части 2-го отдела Оперативного управления Главного морского штаба. В этой должности Силаев встретил начало Великой Отечественной войны.
В течение первых двух военных лет продолжал службу во 2-м отделе ОУ ГМШ, занимавшемся планированием и общим руководством боевыми действиями на Балтийском театре. В августе 1943 года стал заместителем начальника этого отдела. В январе 1944 года возглавил 1-й отдел штаба Кронштадтского морского оборонительного района Балтийского флота. Участвовал в планировании и обеспечении операций по окончательному снятию блокады Ленинграда и прорыву финской обороны на Карельском перешейке. Был разработчиком планов целого ряда десантных операций на острова в Балтийском море — в частности, планировал и лично руководил десантами на острова Пийсари, Торсари, Биорке, Моон, Даго, Эзель. В октябре 1944 года стал начальником штаба Таллинского морского оборонительного района. Занимался планированием и претворением в жизнь операций по постановке минных заграждений, проводке конвоев, тралению. Под руководством Силаева на освобождённых территориях Прибалтики осуществлялось строительство новых береговых батарей, формирование новых частей.
После окончания войны продолжал службу в Военно-морском флоте СССР, занимал ряд высоких должностей на различных флотах СССР и в Главном морском штабе. В 1959 году окончил военно-морской факультет Военной академии Генерального штаба. В августе 1959 года был назначен заместителем руководителя научно-исследовательской группы № 2 при Главнокомандующем Военно-морским флотом СССР. Скончался 7 января 1960 года, похоронен на Ваганьковском кладбище Москвы.

## Награды
- Орден Ленина (30 декабря 1956 года);
- 3 ордена Красного Знамени (8 июля 1944 года, 10 ноября 1944 года, 15 ноября 1950 года);
- Орден Ушакова 2-й степени (17 июля 1945 года);
- 2 ордена Красной Звезды (23 апреля 1940 года, 10 ноября 1945 года);
- Медали «За боевые заслуги» (3 ноября 1944 года), «За оборону Москвы», «За оборону Ленинграда» и другие медали.